# Campeonato Mundial de Clubes de Voleibol Masculino de 1991
O Campeonato Mundial de Clubes de Voleibol Masculino de 1991 foi a terceira edição do torneio organizado anualmente pela FIVB. Foi disputado de 22 a 27 de outubro de 1991 em São Paulo, Brasil. A equipe italiana Messaggero Ravenna conquistou seu primeiro título vencendo a equipe EC Banespa na final.

## Classificação Final
Esta é a classificação final do Mundial de Clubes de 1991: 
| Pos | Equipe              | Confederação |
| --- | ------------------- | ------------ |
| 1   | Messaggero Ravenna  | CEV          |
| 2   | EC Banespa          | CSV          |
| 3   | Mediolanum Milano   | CEV          |
| 4   | Frangosul/Ginástica | CSV          |
| 5   | Seleção Taiwanesa   | AVC          |
| 6   | CSKA Moscou         | CEV          |
| 7   | Club Africain       | CAVB         |
| 8   | Changos Naranjito   | NORCECA      |